# Aida (distrito)
Aida (英田郡; Aida-un) é um distrito localizado na Província de Okayama, Japão.
Em 1 de Abril de 2004 a população era de 1 767 habitantes e a densidade populacional de 30,5 pessoas por km². A área total é de 57.93km².

## Cidades e vilas
O distrito de Aida consiste nas seguintes vilas:
- Nishiawakura

## Historia
Antes de 31 de Março de 2005 o distrito de Aida incluía: 
- Aida
- Higashiawakura
- Mimasaka
- Nishiawakura
- Ohara
- Sakuto

A partir dessa data, todas as cidades e vilas, menos Nishiawakura fundiram-se para formar a nova cidade de Mimasaka. 